# Умное кольцо

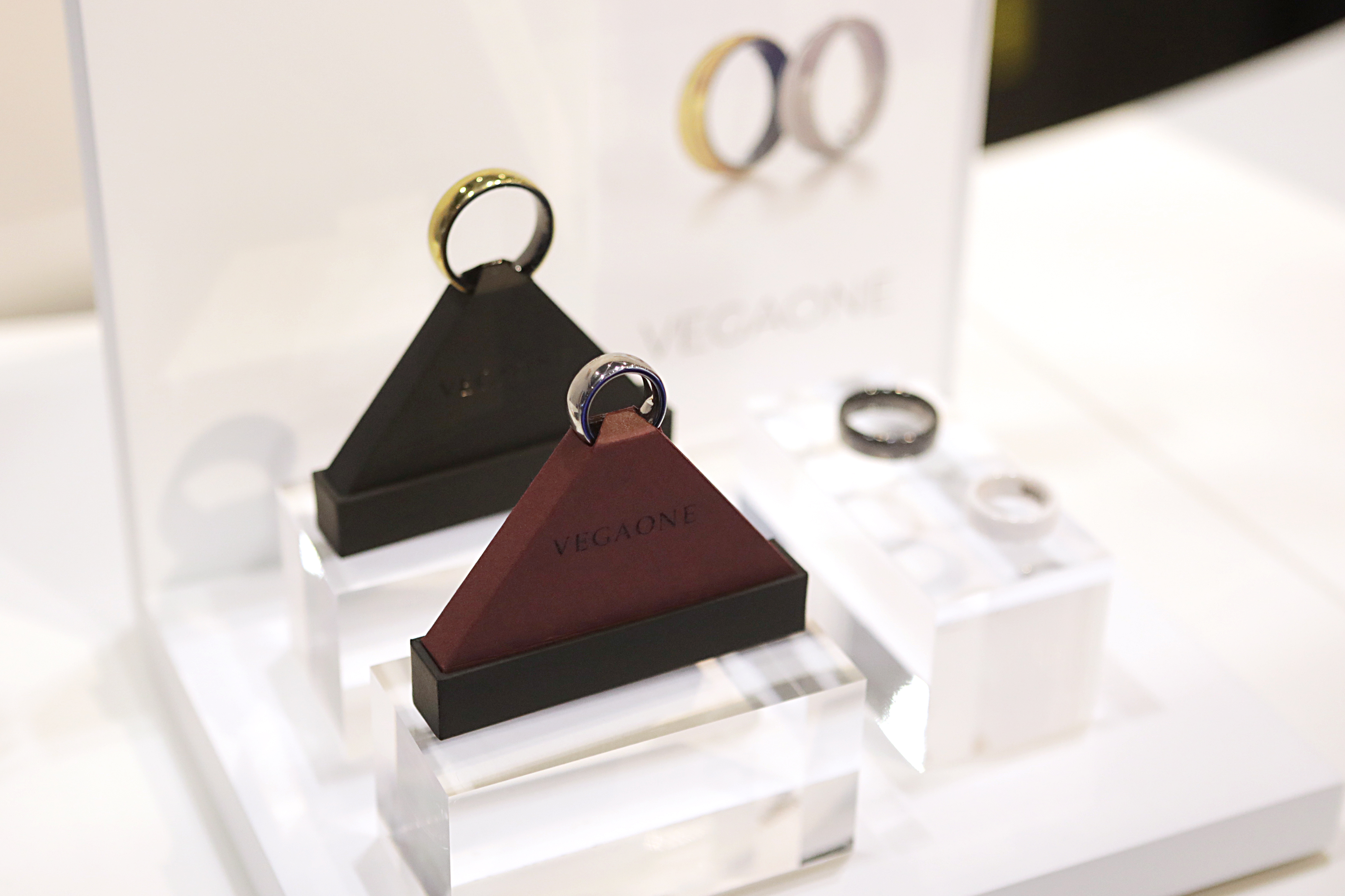
Смарт-кольцо McLear

Умное кольцо (англ. Smart ring) - смарткарта с беспроводным интерфейсом (RFID, NFC), выполненная в форм-факторе традиционного (аналогового) кольца для ношения на пальце. Носимое микроэлектронное устройство, имеющее некоторые функции мобильного устройства, такие как возможность совершать платежи и получение доступа к различным защищенным данным. 
В 2013 году английская фирма McLear выпустила первое смарт-кольцо для продажи. Мировой рынок смарт-колец оценивается примерно в 9 млн. долларов США и, по прогнозам, достигнет 555 млн. долларов США к 2025 году.

## Использование
Наличие модуля беспроводной технологии NFC позволяет осуществлять платежи, открывать программируемые электронные замки, автомобильные замки. Другие функции смарт-кольца подразумевают подключение к смартфону для уведомления о входящих звонках, текстовых сообщений и электронных писем. Также одиночные модели смарт-кольца по заявлениям производителей смогут измерять шаги, пройденное расстояние, качество сна, частоту сердечных сокращений и отслеживать, сколько калорий потребляет пользователь.

### Безопасность
Изначально смарт-кольца использовались для безопасного управление доступом. Например, для входа и выхода из здания, доступа к автомобилю или электронному устройству. Также они способны внедрить двухфакторную систему аутентификации, используя биометрические данные владельца и электронный ключ.

### Платежи
Смарт-кольца могут выполнять платежи, оплату проезда в метро и т.д. по принципу бесконтактных банковских карт и мобильных телефонов с NFC. Безопасность операций с помощью кольца такая же, как и с помощью бесконтактных карт. Первое смарт-кольцо, созданное для бесконтактных платежей, было представлено на летних Олимпийских играх в Рио-де-Жанейро в августе 2016 года.

### Связь
Благодаря использованию небольшого микрофона и совместимого смартфона некоторые смарт-кольца могут выполнять роль гарнитуры и позволить пользователю совершать телефонные звонки. Смарт-кольца также могут уведомить пользователя о входящих вызовах и сообщениях посредством вибрации или световой индикации.